# Иньо (коммуна)
Иньо́ (фр. Ignaux) — коммуна во Франции, находится в регионе Юг — Пиренеи. Департамент коммуны — Арьеж. Входит в состав кантона Акс-ле-Терм. Округ коммуны — Фуа.
Код INSEE коммуны — 09140.

## Население
Население коммуны на 2008 год составляло 82 человека.
| 1962 | 1968 | 1975 | 1982 | 1990 | 1999 | 2008 |
| ---- | ---- | ---- | ---- | ---- | ---- | ---- |
| 17   | 32   | 21   | 20   | 31   | 59   | 82   |

## Экономика
В 2007 году среди 51 лица в трудоспособном возрасте (15—64 лет) 37 были экономически активными, 14 — неактивными (показатель активности — 72,5 %, в 1999 году было 74,4 %). Из 37 активных работали 33 человека (18 мужчин и 15 женщин), безработных было 4 (3 мужчины и 1 женщина). Среди 14 неактивных 1 человек был учеником или студентом, 10 — пенсионерами, 3 были неактивными по другим причинам.